# Dorfkirche Großwulkow

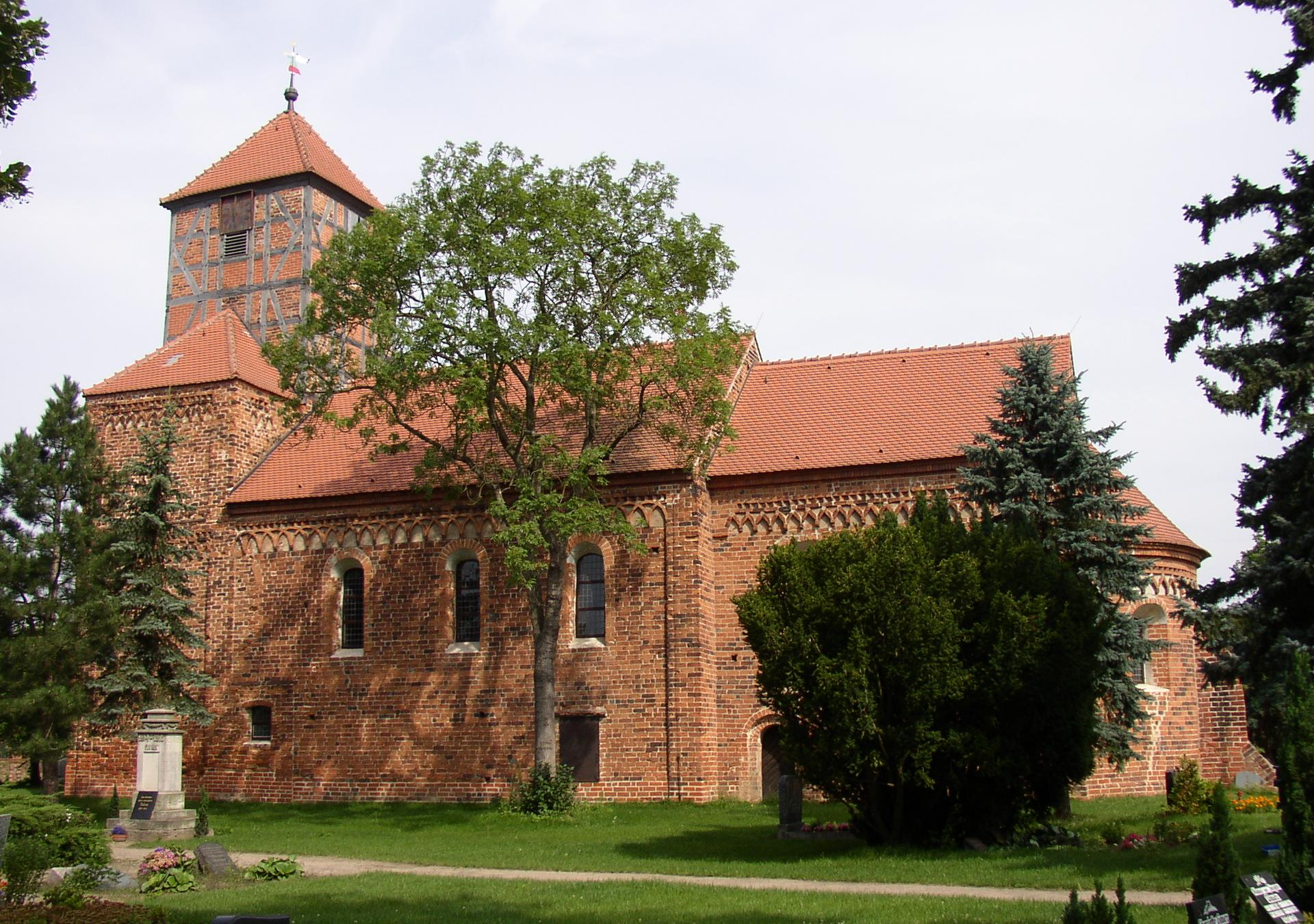
Dorfkirche Großwulkow

Die evangelische Dorfkirche Großwulkow ist eine romanische Backsteinkirche im Ortsteil Wulkow der Gemeinde Jerichow im Landkreis Jerichower Land in Sachsen-Anhalt. Sie gehört zur Kirchengemeinde Großwulkow im Pfarrbereich Jerichow im Kirchenkreis Stendal der Evangelischen Kirche in Mitteldeutschland.

## Geschichte und Architektur

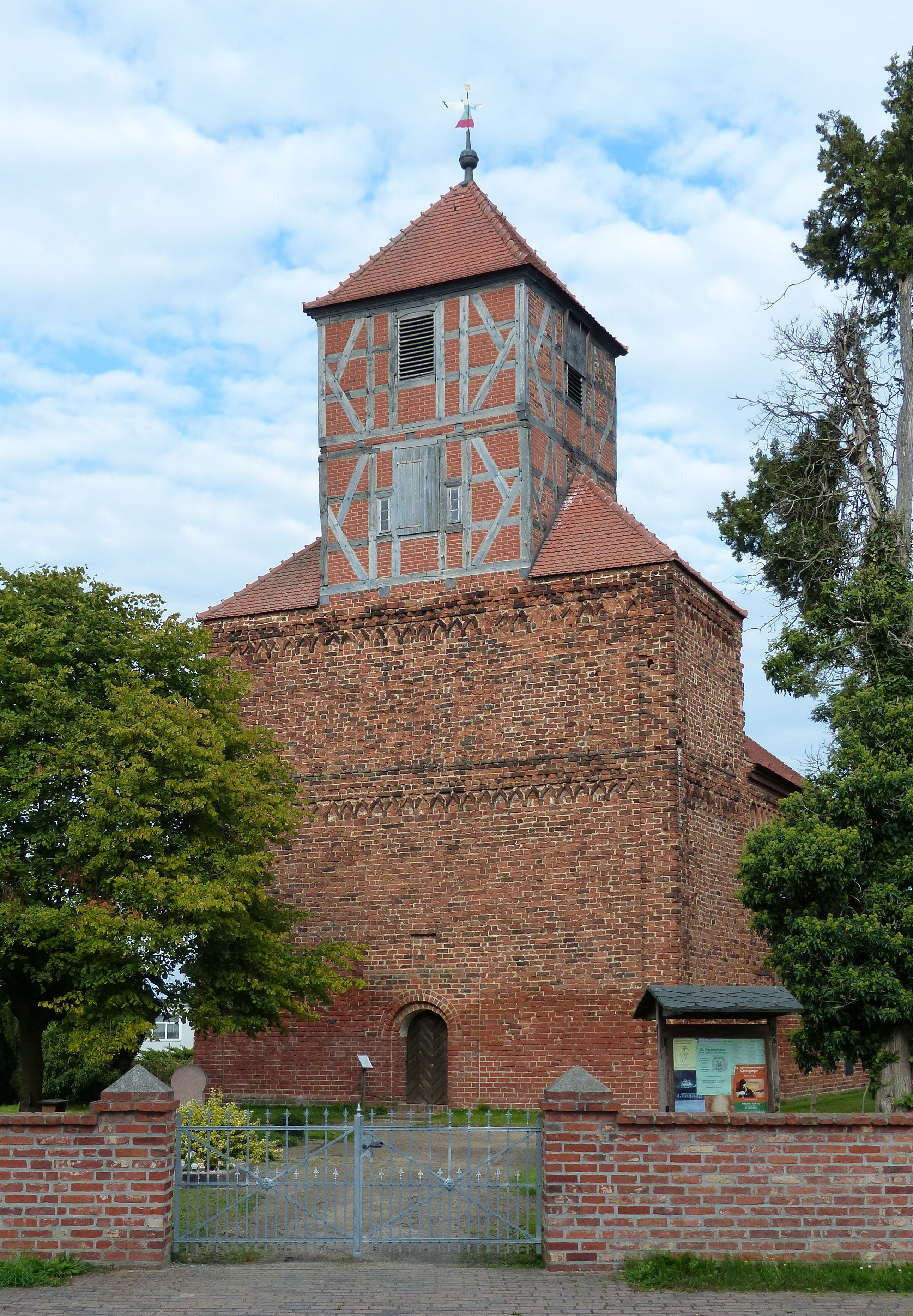
Westansicht

Die Dorfkirche Großwulkow ist ein romanischer Backsteinbau in vollständiger Anlage, der vermutlich um 1180/90 (nach anderen Quellen im ersten Drittel des 13. Jahrhunderts) erbaut wurde. Sie steht unter dem Einfluss der Kirche des Klosters Jerichow und ist nahe verwandt mit der Dorfkirche St. Marien und Willebrord. Sie ist jedoch im Unterschied zu diesen Kirchen keine Basilika, sondern eine Saalkirche. Sie gehört zu den ältesten Dorfkirchen im Umkreis von Jerichow.
Der Kernbau aus Schiff und eingezogenem Rechteckchor wurde im Westen durch einen breiteren zweigeschossigen Westbau mit querrechteckigem Grundriss und durch eine Apsis im Osten ergänzt. Am Anschluss zum Turm ist ein halbes vermauertes Fenster zu erkennen. Dieser Befund wird durch einen Teileinsturz und weniger durch einen Planwechsel oder eine absichtliche Verkürzung erklärt. Möglicherweise ist der Westbau zumindest in Teilen als Neubau aus der Zeit des Barock anzusehen. Am Schiff finden sich Verzierungen mit Kreuzbogenfries und Deutschem Band, während die übrigen Bauteile mit Ecklisenen gegliedert sind.
Mehrere romanische Fenster, die rundbogige Priesterpforte am Chor und das abgetreppte rundbogige Westportal mit rechteckiger Rahmung sind erhalten. Vermutlich im 17. Jahrhundert wurden einige Fenster erweitert. Der Turm wurde 1686 durch einen Fachwerkaufsatz erhöht, der 1782/83 wiederhergestellt wurde. Beim Anbau eines Strebepfeilers an der Apsis wurde das östliche Fenster vermauert. Risse in der Apsis weisen ebenfalls auf Setzungsschäden hin. In den Jahren 1992 bis 1994 fand eine Restaurierung statt.

## Ausstattung
Die Kirche wird beherrscht durch einen romanischen Holzkruzifixus aus einer Triumphkreuzgruppe aus der Bauzeit 1180/90, der vermutlich im 15. Jahrhundert überarbeitet und ergänzt und 1993 am ursprünglichen Platz im Triumphbogen angebracht wurde. Ähnlich wie der wenig spätere Triumphkruzifixus der Dorfkirche St. Marien und Willebrord in Schönhausen zeigt er die Stilstufe der Triumphkreuze vor demjenigen im Halberstädter Dom.
Ein romanischer halbkugelförmiger Taufstein mit rundem Schaft mit Rundstabgliederung aus der ursprünglichen Ausstattung der Kirche ist ebenfalls erhalten. Eine romanische Altarplatte mit Weihekreuzen und Sepulcrum ist weiter zu erwähnen.
Die übrige Ausstattung stammt wie der Turmaufsatz wahrscheinlich aus dem 17. Jahrhundert. Sie besteht aus einer Altarwand mit Kanzel und seitlichen Durchgängen, die mit Rankenwerk geschmückt sind, und aus Emporen im Norden und Westen. Der dreiseitige Kanzelkorb ist mit Ecksäulen gegliedert, der zugehörige achtseitige Schalldeckel mit Baldachin ruht auf gedrehten Säulen.
Ein neuromanischer Orgelprospekt stammt vom Ende des 19. Jahrhunderts. Als Geläut dient eine der frühesten erhaltenen Glocken in Wachsfadentechnik vom Anfang des 13. Jahrhunderts.